# Росили (Рим)
Росили је насеље у Италији у округу Рим, региону Лацио.
Према процени из 2011. у насељу је живело 48 становника. Насеље се налази на надморској висини од 234 м.